# Les Fourberies de Pingouin
Les Fourberies de Pingouin est un film muet français réalisé par Louis Feuillade, sorti en 1916.

## Fiche technique
- Réalisation et scénario : Louis Feuillade
- Société de production : Société des Établissements L. Gaumont
- Format : Muet  - Noir et blanc - 1,33:1 - 35 mm - Procédé cinématographique : sphérique
- Genre : Comédie
- Métrage : 695 mètres
- Date de sortie : 
  - France : juin 1916

## Distribution
- Yvette Andréyor
- Georges Flateau
- Suzanne Le Bret
- Marcel Lévesque
- Édouard Mathé
- Gaston Michel
- Musidora